# Australia en los Juegos Olímpicos de Ámsterdam 1928
Australia estuvo representada en los Juegos Olímpicos de Ámsterdam 1928 por un total de 18 deportistas que compitieron en 6 deportes.  
El portador de la bandera en la ceremonia de apertura fue el remero Bobby Pearce.

## Medallistas
El equipo olímpico australiano obtuvo las siguientes medallas:
| Nombre          | Deporte           | Competición           |
| --------------- | ----------------- | --------------------- |
| Oro             |                   |                       |
| Robert Pearce   | Remo              | Scull ind. (M1x) M    |
| Plata           |                   |                       |
| Andrew Charlton | Natación          | 400 m libre M         |
| Andrew Charlton | Natación          | 1500 m libre M        |
| Bronce          |                   |                       |
| Edgar Gray      | Ciclismo en pista | 1000 m contrarreloj M |